# Mittkoppel
Mittkoppel (dänisch: Midtkobbel) ist ein Glücksburger Ort am östlichen Rand von Meierwik.

## Hintergrund
Auf der Karte der Preußischen Landesaufnahme von 1879 war das Gebiet mit seinen wenigen Häusern und unbebauten landwirtschaftlichen Flächen unter dem Namen „Miethkoppel“ verzeichnet. Die aktualisierte Gebietskarte von 1926 verzeichnete das Gebiet  unter dem Namen „Mittelkoppel“. Auf heutigen Gebietskarten trägt der Ort durchgehend den Namen Mittkoppel. Nach dem Bau der neuen Uferstraße nach dem Zweiten Weltkrieg, die etwas östlicher am Fördeufer verläuft als die vorherige Verbindungsstraße von Flensburg mit Glücksburg, verkleinerte sich das Gebiet Mittkoppel auf den Gebietskarten. Die Vogelseen, am nordöstlichen Rand des Gebietes Mittkoppel, liegen seitdem beidseits der Verbindungsstraße.
1961 zählte Mittkoppel lediglich 14 ständige Bewohner. Die Straße im Siedlungsbereich, welche am alten Gutshof von Mittkoppel, dem Callsen-Hof, sowie einigen neueren Einfamilienhäusern, die offenbar irgendwann nach 1980 entstanden, entlangführt, trägt heute ebenfalls den Namen Mittkoppel. Seit 1983 befindet sich in dem ehemaligen Wohnhaus des Callsen-Hofes der Waldorfkindergarten Glücksburg. Des Weiteren existieren bei Mittkoppel noch ein Reitstall und ein großer Parkplatz für das Hotel Alter Meierhof, auf der gegenüberliegenden Uferstraßenseite, das aber mit seiner Lage nicht mehr zu Mittkoppel gezählt wird. Die Straße Mittkoppel führt außerdem bis zum Rand des Tremmeruper Waldes. Der dortige Waldpfad wird teilweise wohl ebenfalls noch Mittkoppel genannt.